# 巴奈 (谢尔省)
巴奈（法語：Bannay，法語發音：[banɛ] ⓘ）是法国谢尔省的一个市镇，属于布尔日区。

## 地理
巴奈（47°23'9"N, 2°52'49"E）面积25.03 平方千米，位于法国中央-卢瓦尔河谷大区谢尔省，该省份为法国中部省份，北起卢瓦雷省，西接卢瓦-谢尔省和安德尔省，南至克勒兹省，东南接阿列省，东临涅夫勒省。
与巴奈接壤的市镇（或旧市镇、城区）包括：布勒雷、桑塞尔地区圣热姆、圣萨蒂尔、叙里昂沃、卢瓦尔河畔科讷库尔、卢瓦尔河畔特拉西。

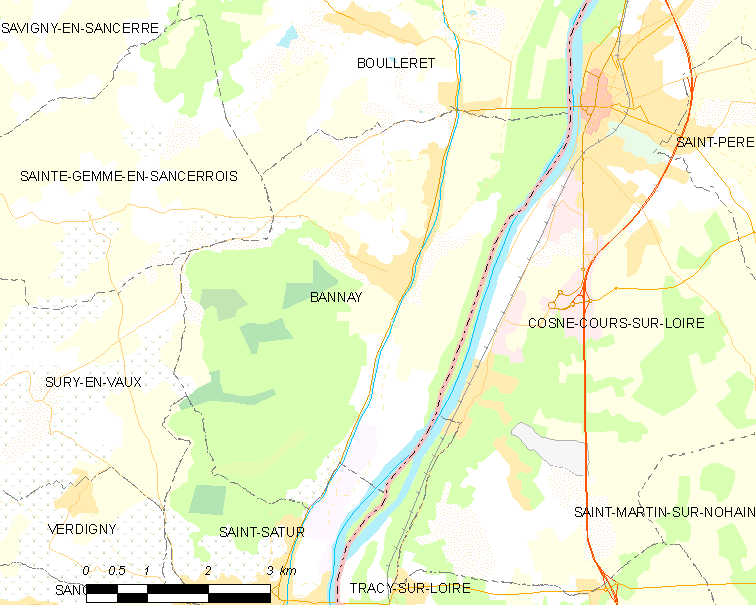
的OSM定位图

巴奈的时区为UTC+01:00、UTC+02:00（夏令时）。

## 行政
巴奈的邮政编码为18300，INSEE市镇编码为18020。

## 政治
巴奈所属的省级选区为桑塞尔县。

## 人口

1962-2008年间人口变化图示

巴奈于2022年1月1日时的人口数量为841人。